# Auto Race
L'Auto Race (オートレース, Ōto Rēsu) est une version japonaise des courses de Speedway moto combiné avec des paris d'argent. Ce type de course se déroule sur un parcours asphalté et dans toute l'Asie. Il est réglementé par la Fondation JKA.

## Historique
La toute première compétition eu lieu à Funabashi en 1950. Les pistes de vitesse plus traditionnelles et les surfaces en terre battue sur piste plate ont été interdites par le gouvernement dans les années 1960 car elles étaient considérées comme trop dangereuses.
Contrairement à d'autres formes de sports motocyclistes associé à des paris sportifs, avant le jour de la course, les pilotes sont tenus de résider dans un dortoir avec plus de 500 concurrents et de s'abstenir de tout contact extérieur, sous quelque forme de communication que ce soit, afin d'empêcher le trucage de la course. Ceci ayant particulièrement scandalisé pendant les années ou le sport était contrôlé par les Yakuzas et qui eu pour conséquence le détournement du public. Ces rencontres sportives furent finalement sauvées lorsqu'une fédération de motos repris son organisation en 1967. Depuis, le sport a suivi sa propre voie pour se développer sous une forme exclusive au Japon, bien que dans les années 1990, il y eut des séries sans paris mettant en vedette des motos de flat track sur des pistes courtes en ovales pavés (moins de 1000 m en général) aux États-Unis, la Motorcycle Asphalt Racing Series.

## Organisation
Les compétitions d'Auto Race se déroulent sur des pistes goudronnées et impliquent généralement huit pilotes pour des courses de six tours. La surface dure oblige les pilotes à se pencher dans les virages plutôt que de glisser comme dans le Speedway conventionnel dont l'Auto Race est dérivé. Une moto d'Auto Race typique à une cylindrée de 599 cm3 et possède une boîte de vitesses à deux rapports. Comme dans les courses de Speedway, les motos n'ont pas de freins et sont conçus avec la partie gauche du guidon plus haute que le côté droit afin d'aider à maintenir la stabilité tout en inclinant la machine sur le circuit ovale incliné.
En plus de leurs vrais noms, tous les pilotes ont un alias, ou surnom, qu'ils utilisent. Tous sont formés dans des écoles de formation officielles et doivent passer un examen de qualification avant d'être autorisés à devenir des pilotes en compétition. Une fois qualifiés, les pilotes sont classés en fonction de leurs résultats et ces notes sont utilisées pour déterminer les positions en course, les pilotes les mieux classés commençant en fond de grille. Sur la piste les pilotes sont identifiables par leur numéro et leur couleur de maillot. Un pilote passe en moyenne six mois à vivre loin de chez lui. Entre les courses, la moto est parquée avec les autres motos.
Bien qu'ils soient mieux payés que la plupart de leurs homologues, et contrairement aux pilotes de course sur route, les pilotes d'Auto Race n'ont pas un statut de célébrité ou sponsorisés par une marque. Peu ont couru sur route contrairement à leurs homologues nord-américain (American Flat Track), pour qui ce fut le passage obligé avant de piloter en MotoAmerica, MotoGP et World Superbike. Cependant, l'un des pilotes le plus connu est le vétéran Mitsuo Abe, père du pilote de MotoGP et du World Superbike Abe Norifumi.

## Dans la culture populaire
- Le sport a engendré un manga appelé Speed Star.

## Voir également
- Le jeu au Japon